# Tarnowiec (gromada w powiecie jasielskim)
Tarnowiec – dawna gromada, czyli najmniejsza jednostka podziału terytorialnego Polskiej Rzeczypospolitej Ludowej w latach 1954–1972.
Gromady, z gromadzkimi radami narodowymi (GRN) jako organami władzy najniższego stopnia na wsi, funkcjonowały od reformy reorganizującej administrację wiejską przeprowadzonej jesienią 1954 do momentu ich zniesienia z dniem 1 stycznia 1973, tym samym wypierając organizację gminną w latach 1954–1972.
Gromadę Tarnowiec z siedzibą GRN w Tarnowcu utworzono – jako jedną z 8759 gromad na obszarze Polski – w powiecie jasielskim w woj. rzeszowskim na mocy uchwały nr 22/54 WRN w Rzeszowie z dnia 5 października 1954. W skład jednostki weszły obszary dotychczasowych gromad Tarnowiec, Wrocanka, Potakówka, Dobrucowa, Umieszcz i Brzezówka (bez obszaru o pow. 16,5 ha) oraz przysiółek Podlas z dotychczasowej gromady Gąsówka ze zniesionej gminy Tarnowiec w tymże powiecie. Dla gromady ustalono 27 członków gromadzkiej rady narodowej.
31 grudnia 1961 do gromady Tarnowiec włączono obszar zniesionej gromady Gliniczek w tymże powiecie.
Gromada przetrwała do końca 1972 roku, czyli do kolejnej reformy gminnej. 1 stycznia 1973 w powiecie jasielskim reaktywowano gminę Tarnowiec.